# Campeonato Dinamarquês de Patinação Artística no Gelo de 2018
Campeonato Dinamarquês de Patinação Artística no Gelo de 2018 foi a septuagésima terceira edição do Campeonato Dinamarquês de Patinação Artística no Gelo, um evento anual de patinação artística no gelo onde os patinadores artísticos competem pelo título de campeão dinamarquês nos níveis sênior, júnior e noviço. A competição foi disputada entre os dias 1 de dezembro e 3 de dezembro de 2017, na cidade de Hørsholm, Frederiksborg.

## Eventos
- Individual masculino
- Individual feminino
- Dança no gelo

## Medalhistas
| Evento                                 | Ouro                                       | Prata                           | Bronze                    |
| Sênior                                 |                                            |                                 |                           |
| Individual feminino detalhes           | Pernille Sørensen                          | Emma Frida Andersen             | Malene Andersen           |
| Dança no gelo detalhes                 | Laurence Fournier Beaudry Nikolaj Sørensen | nenhuma outra competidora       | nenhuma outra competidora |
| Dança no gelo (solo feminino) detalhes | Aya Mølgaard                               | nenhuma outra competidora       | nenhuma outra competidora |
| Júnior                                 |                                            |                                 |                           |
| Individual masculino                   | Daniel Tsion                               | Nikolaj Mølgaard Pedersen       | Lucas Strezlec            |
| Individual feminino                    | Jane Iskov                                 | Caroline Oreskov Christoffersen | Josephine Kærsgaard       |
| Noviço                                 |                                            |                                 |                           |
| Individual feminino                    | Maia Sørensen                              | Amalie Borup                    | Keesha Jessica Buus       |
| Dança no gelo (solo feminino)          | Lærke Danielsen                            | Charlotte Jensen                | Josefine Filtenborg       |

## Resultados

### Sênior

#### Individual feminino
| Pos.              | Nome                | Pontos | PC        | PL        |
| ----------------- | ------------------- | ------ | --------- | --------- |
| Medalha de ouro   | Pernille Sørensen   | 138.07 | 50.77 (1) | 87.30 (1) |
| Medalha de prata  | Emma Frida Andersen | 107.06 | 38.33 (2) | 68.73 (2) |
| Medalha de bronze | Malene Andersen     | 99.66  | 32.80 (3) | 66.86 (3) |

#### Dança no gelo
| Pos.            | Nome                                         | Pontos | PC        | PL         |
| --------------- | -------------------------------------------- | ------ | --------- | ---------- |
| Medalha de ouro | Laurence Fournier Beaudry / Nikolaj Sørensen | 178.09 | 68.26 (1) | 109.83 (1) |

#### Dança no gelo solo
| Pos.            | Nome         | Pontos | PC        | PL        |
| --------------- | ------------ | ------ | --------- | --------- |
| Medalha de ouro | Aya Mølgaard | 178.09 | 34.85 (1) | 52.17 (1) |